# Мінарет Хизра
42°17′56″ пн. ш. 69°45′42″ сх. д. / 42.29889° пн. ш. 69.76167° сх. д.
Мінарет Хизра (Хизра Пайгамбара, каз. Қызыр мұнарасы) — пам'ятка XVIII—XIX ст. в Шимкенті на території історичного міста Сайрама. Був частиною мечеті Хизра Пайгамбара, від якої до 1920-х років збереглися лише підземне приміщення та напівзруйнований мінарет. Названа іменем пророка (пайгамбара) Хизра, який згадується в Корані як безіменний супутник Муси.

## Вивчення та охорона
У 1982 році мінарет був включений до списку пам'яток історії та культури Казахської РСР республіканського значення та взятий під охорону держави.

## Опис
Про початкову будівлю мечеті Хизра Пайгамбара достовірних даних немає.
Російський сходознавець Микола Веселовський, який оглянув пам'ятки Сайрама у XIX столітті, писав, що на мінареті був «невеликий напис перською мовою».
Мінарет є об'єктом паломництва та релігійного туризму.